# Crocicreas nivale
Crocicreas nivale är en svampart som tillhör divisionen sporsäcksvampar, och som först beskrevs av Rehm, och fick sitt nu gällande namn av Steven E. Carpenter. Crocicreas nivale ingår i släktet Crocicreas, och familjen Helotiaceae. Arten är reproducerande i Sverige.